# Allochalcis shakespearei
Allochalcis shakespearei är en stekelart som först beskrevs av Girault 1926.  Allochalcis shakespearei ingår i släktet Allochalcis och familjen bredlårsteklar. Inga underarter finns listade i Catalogue of Life.